# Poitea immarginata
Poitea immarginata är en ärtväxtart som först beskrevs av Charles Wright, och fick sitt nu gällande namn av Matt Lavin. Poitea immarginata ingår i släktet Poitea och familjen ärtväxter. Inga underarter finns listade i Catalogue of Life.